# 브루스 벅
브루스 M. 벅(Bruce M. Buck, 1946년~)은 미국의 기업인이자 법조인으로, 미국 로펌 스캐든 압스의 런던 사무소 설립 경영 파트너로 근무하고 있으며 잉글랜드 프리미어리그 첼시 FC의 회장이기도 하다.
1970년 컬럼비아 로스쿨 졸업 후 국제 로펌 화이트 앤 케이스의 뉴욕 본사에서 근무하고 있던 그는 1983년에 런던 사무소로 발령을 받았다. 5년 뒤 스캐든 압스의 M&A팀으로 영입되어 그때부터 스캐든 압스의 런던 사무소 설립 경영 파트너 및 유럽지사장으로 일하고 있다.
2005년 러시아의 석유 재벌이자 잉글랜드 프리미어리그의 첼시 FC의 구단주 로만 아브라모비치의 조언으로 지분을 구입하고 회장으로 추대되었다.

## 같이 보기
- 첼시 FC